# Х
Das Cha (Х und х) ist ein Buchstabe des kyrillischen Alphabets. Im russischen Alphabet ist es der dreiundzwanzigste, im serbischen Alphabet der sechsundzwanzigste Buchstabe, er stammt vom griechischen Buchstaben Chi ab. Die Aussprache ist [x] oder [h].
Einen kyrillischen Buchstaben, der dem lateinischen X entspricht, gibt es nicht. Das lateinische X wird im Kyrillischen durch die Buchstabenkombination Кс/кс, also lateinisch ks, bzw. stimmhaft Гз/гз (oder Кз/кз), lateinisch gs/gz oder ks/kz, wiedergegeben. Früher gab es den Buchstaben Ѯ.

## Zeichenkodierung
| Standard  | Standard    | Majuskel Х                 | Minuskel х               |
| --------- | ----------- | -------------------------- | ------------------------ |
| Unicode   | Codepoint   | U+0425                     | U+0445                   |
| Unicode   | Name        | CYRILLIC CAPITAL LETTER HA | CYRILLIC SMALL LETTER HA |
| UTF-8     | UTF-8       | D0 A5                      | D1 85                    |
| XML/XHTML | dezimal     | &#1061;                    | &#1093;                  |
| XML/XHTML | hexadezimal | &#x0425;                   | &#x0445;                 |